# Список культових споруд Жмеринського району
До культових споруд Жмеринського району відносять храми, церкви, костьоли, дзвіниці та освячені місця населених пунктів Жмеринського району Вінницької області.
| Найменування                                                   | Світлина                            | Збудований | Розташування                               | Короткі відомості |
| Храми Української Православної Церкви Київського Патріархату   |                                     |            |                                            | |
| Храм Святого Архістратига Божого Михаїла                       |                                     |            | м. Жмеринка, вул. В'ячеслава Чорновола, 52 | |
| Храм Архістратига Михайла                                      |                                     |            | с. Кам'яногірка                            | |
| Храм Святої Параскевії                                         |                                     |            | с. Курилівці                               | |
| Храм Святого Василя Великого                                   |                                     |            | с. Могилівка                               | |
| Храм Різдва Пресвятої Богородиці                               |                                     |            | с. Северинівка                             | |
| Храм Чесного Хреста                                            |                                     |            | с. Слобода-Носковецька                     | |
| Храм Воздвиження Чесного і Животворного Господнього Хреста     |                                     |            | с. Станіславчик                            | |
| Храм Косьми і Даміана                                          |                                     |            | с. Токарівка                               | |
| Храми Української Православної Церкви Московського Патріархату |                                     |            |                                            | |
| Храм Святого Олександра Невського                              |                                     |            | м. Жмеринка, пл. Миру                      | |
| Храм Святого Миколая                                           |                                     |            | м. Жмеринка, пров. Миколаївський           | |
| Храм Святого Михайла                                           |                                     |            | м. Жмеринка, вул. Космонавтів              | |
| Храм Святого Пантелеймона                                      |                                     |            | м. Жмеринка, вул. Київська                 | |
| Храм Святого Олександра                                        |                                     |            | м. Жмеринка, пров. Долинський              | |
| Храм Святої Парасковії                                         |                                     |            | с. Мала Жмеринка                           | |
| Храм-монастир Свято-Троїцький                                  |                                     |            | смт. Браїлів                               | |
| Храм Іоана Богослова                                           |                                     |            | смт. Браїлів                               | |
| Храм Святого Петра і Павла                                     |                                     |            | смт. Браїлів                               | |
| Храм Святої Покрови                                            |                                     |            | с. Вознівці                                | |
| Храм Святої Покрови                                            |                                     |            | с. Демидівка                               | |
| Храм Воздвиження Чесного Хреста                                |                                     |            | с. Жуківці                                 | |
| Храм Преображення                                              |                                     |            | с. Зоринці                                 | |
| Храм Святої Покрови                                            |                                     |            | с. Кацмазів                                | |
| Храм Святої Покрови                                            |                                     |            | с. Кармалюкове                             | |
| Храм Святої Парасковії Мучениці                                |                                     |            | с. Кудіївці                                | |
| Храм Свято-Михайлівський                                       |                                     |            | с. Лопатинці                               | |
| Храм Христо-Воздвиженський                                     |                                     |            | с. Лука-Мовчанська                         | |
| Храм Святого Дмитрія                                           | [недоступне посилання з липня 2019] |            | с. Людавка                                 | |
| Храм Свято-Христо-Воздвиженський                               |                                     |            | с. Мовчани                                 | |
| Храм Свято-Успенський                                          |                                     |            | с. Межирів                                 | |
| Храм Святого Миколая                                           |                                     |            | с. Олександрівка                           | |
| Храм Святого Архистратига Михайла                              |                                     |            | с. Сербинівці                              | |
| Храм Різдва Пресвятої Богородиці                               |                                     |            | с. Слобода-Межирівська                     | |
| Храм Свято-Вознесенський                                       |                                     |            | с. Станіславчик                            | |
| Храм Іоана Богослова                                           |                                     |            | с. Стодульці                               | |
| Храм Свято-Покровський                                         |                                     |            | с. Сьомаки                                 | |
| Храм Іоана Богослова                                           |                                     |            | с. Тарасівка                               | |
| Храм Свято-Михайлівський                                       |                                     |            | с. Телелинці                               | |
| Каплиця Успіння Пресвятої Богородиці                           |                                     |            | с. Ярошенка                                | |
| Храми Української автокефальної православної церкви            |                                     |            |                                            | |
| Церква Різдва Пресвятої Богородиці                             |                                     |            | м. Жмеринка, вул. Миколи Борецького        | |
| Церква Святого Дмитрія                                         |                                     |            | с. Дубова                                  | |
| Храми Російської православної старообрядницької церкви         |                                     |            |                                            | |
| Церква Покрови Пресвятої Богородиці                            |                                     |            | м. Жмеринка, пров. Львівський              | |
| Церква Святої Трійці                                           |                                     |            | с. Жуківці                                 | |
| Церква Біло-Криничанської Згоди                                |                                     |            | с. Слобода-Чернятинська                    | |
| Храми Римо-Католицької Церкви                                  |                                     |            |                                            | |
| Костел Святого Олексія                                         |                                     | 1910 рік   | м. Жмеринка, вул. Костьольна, 2            | Будувався у 1904—1910 роках. У 1910 році був освячений Кам'янець-Подільським єпископом. З 1936 по 1941 та з 1950 по 1952 роки храм не діяв. Збудований у модерному стилі. Пам'ятка архітектури. |
| Костел Святої Трійці                                           |                                     |            | смт. Браїлів                               | |
| Каплиця Преображення Господнього                               |                                     |            | смт. Браїлів                               | |
| Костел Святого Войцеха                                         |                                     |            | с. Мовчани                                 | |
| Каплиця Яна Непомуцького                                       |                                     |            | с. Тарасівка                               | |
| Храми Церкви адвентистів сьомого дня                           |                                     |            |                                            | |
| Церква християн-адвентистів сьомого дня                        |                                     |            | м. Жмеринка, вул. Братерства               | |
| Храми християн Євангельської віри                              |                                     |            |                                            | |
| Будинок молитви християн Євангельської віри                    |                                     |            | м. Жмеринка, вул. Калинова                 | |
| Будинок молитви християн Євангельської віри                    |                                     |            | с. Станіславчик                            | |
| Будинок молитви християн Євангельської віри                    |                                     |            | с. Щучинці                                 | |
| Храми євангельських християн-баптистів                         |                                     |            |                                            | |
| Будинок молитви євангельських християн-баптистів               |                                     |            | м. Жмеринка, вул. Свободи                  | |